# Jardín Botánico Nuevo de Marburgo
El Jardín Botánico Nuevo de Marburgo en alemán : Neuer Botanischer Garten Marburg, también denominado como Botanischer Garten der Philipps-Universität Marburg es un jardín botánico de 20 hectáreas de extensión, administrado por la Universidad de Marburgo. 
Este jardín botánico es miembro del "Botanic Gardens Conservation Internacional" (BGCI). El código de reconocimiento internacional del "Neuer Botanischer Garten Marburg" como miembro del BGCI, así como las siglas de su herbario, son MB.

## Localización
Botanischer Garten der Philipps-Universität Marburb Karl-von-Frisch-Strasse, D-35032 Marburg-Marburgo, Hesse, Deutschland-Alemania
Planos y vistas satelitales.50°48′10.8″N 8°48′33.77″E / 50.803000, 8.8093806
Se encuentra abierto a diario. Se cobra una tarifa de entrada.

## Historia

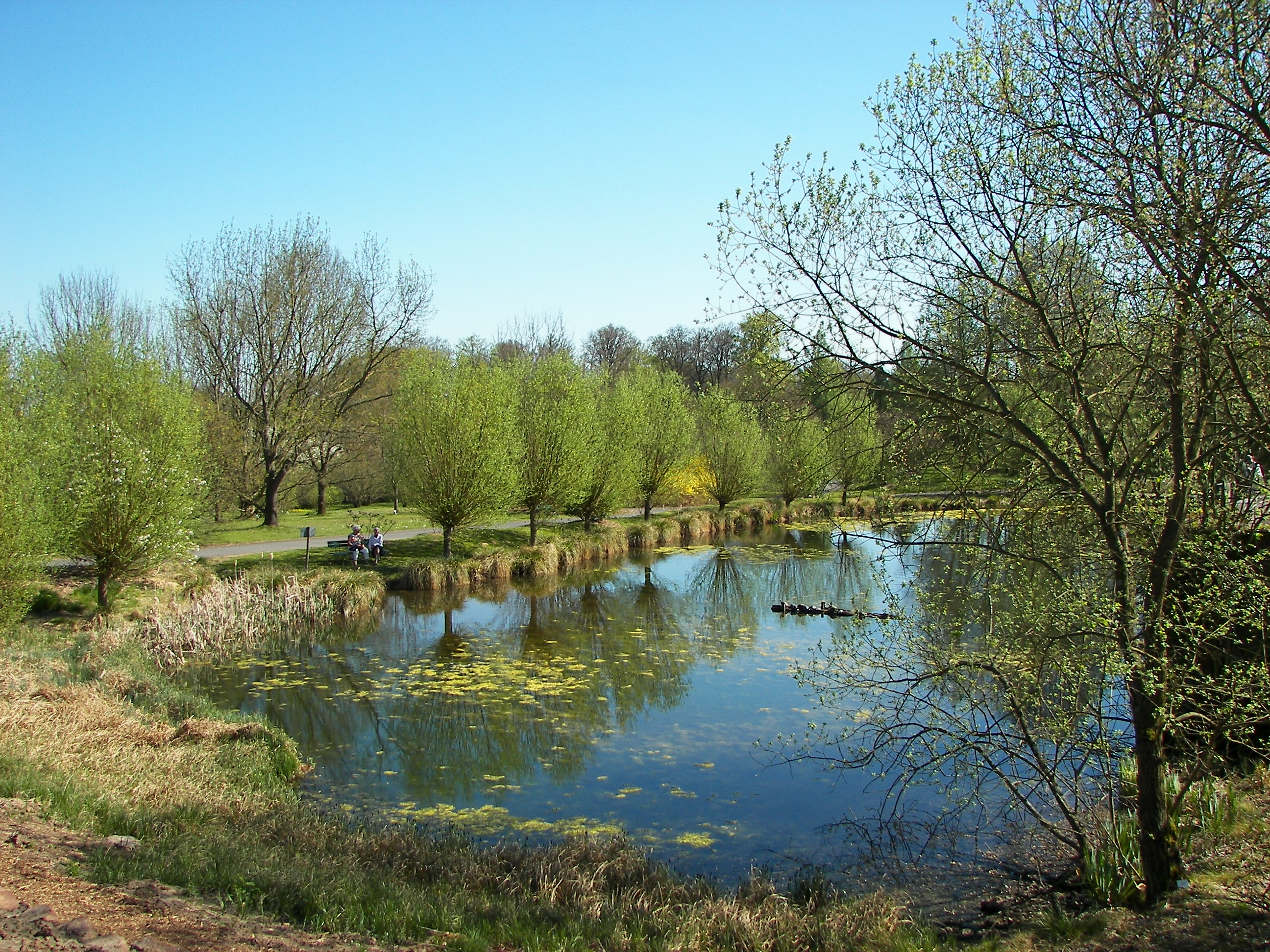
Vista de la charca en el "Botanischer Garten Marburg".

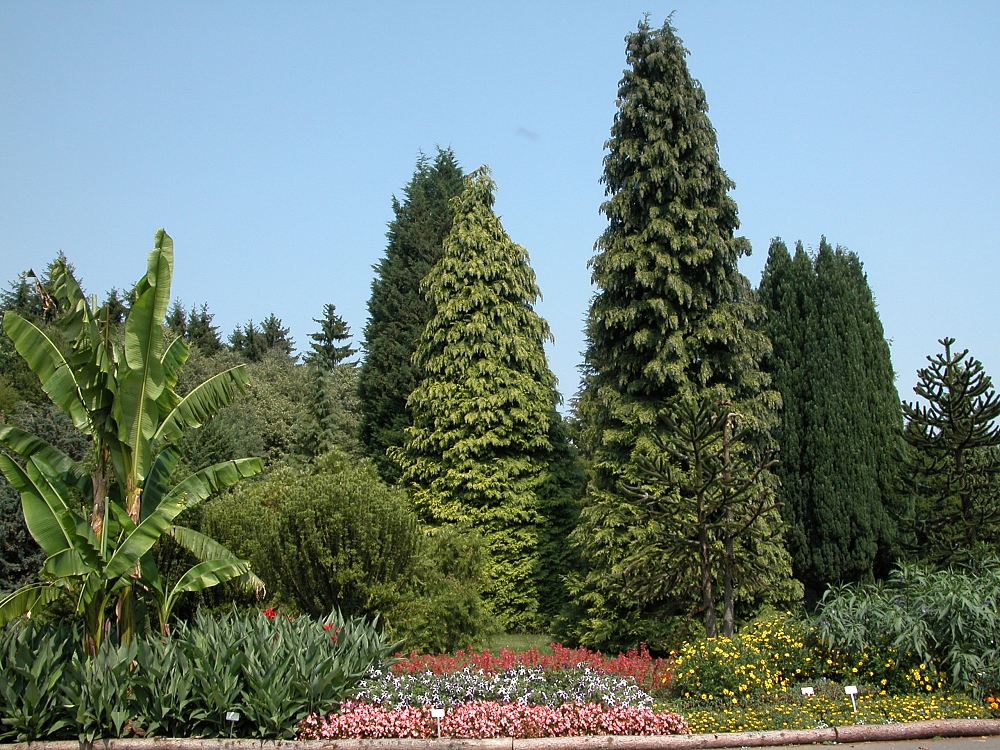
Arboreto, zona de las coníferas.

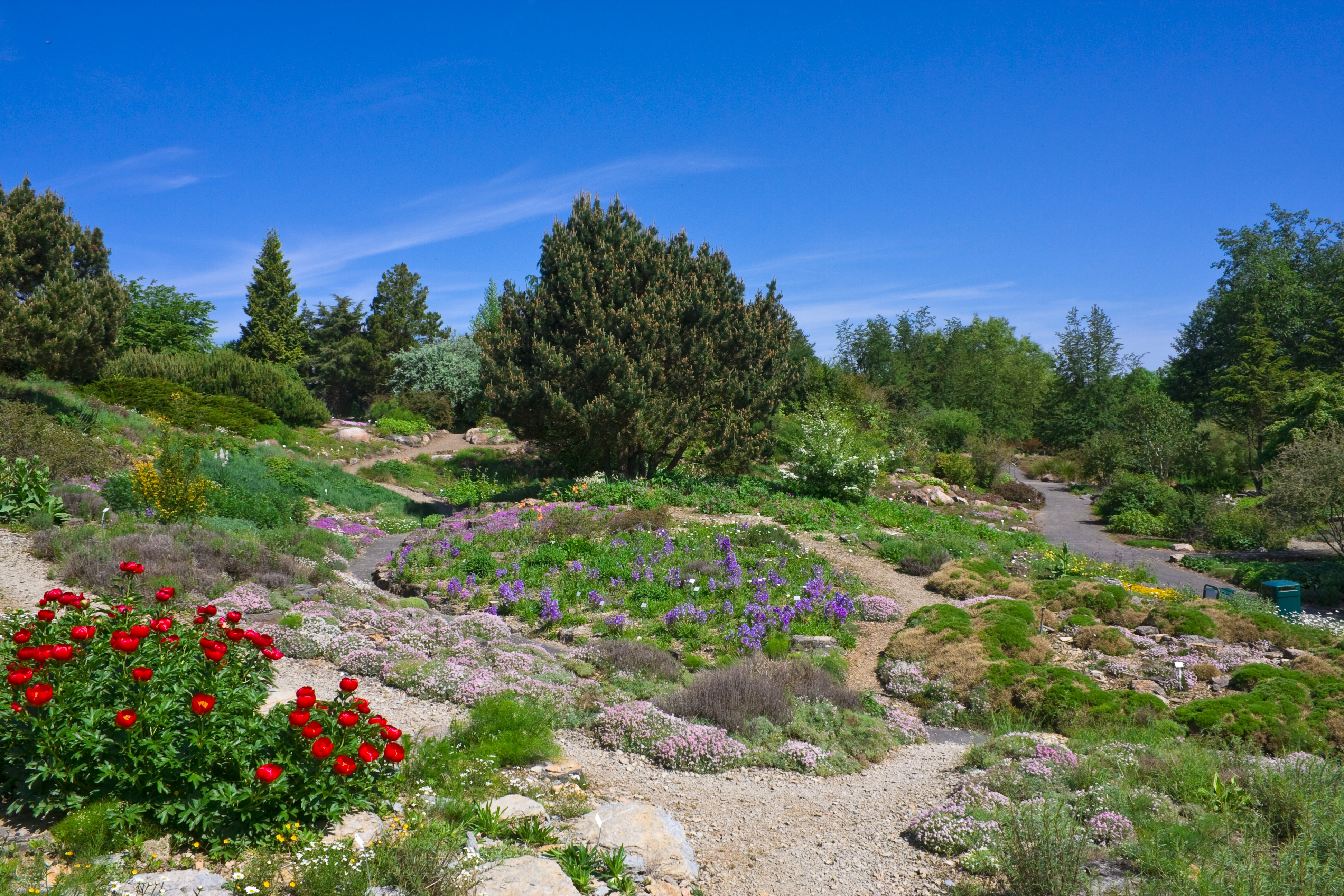
El Alpinum en el "Botanischer Garten Marburg".

El jardín botánico fue creado entre 1961 y 1977 para substituir al altere Botanischer Garten Marburg, fechado a partir de 1810. 
Su construcción implicó el movimiento de unos 80.000 m³ de tierra, para crear una charca y un arroyo de cerca de 1 kilómetro de largo, así como un esfuerzo importante para construir invernaderos. 
El jardín fue inaugurado en junio de 1977 para celebrar el 450º aniversario de la universidad. 

## Colecciones
Las colecciones de plantas al aire libre están organizadas como:
- Alpinum - rocalla donde se exhiben plantas procedentes de las altas montañas de Europa, oeste de Asia, los Himalayas, Australia, y Nueva Zelanda.
- Arboreto - especializado en coníferas, incluyendo Sequoiadendron giganteum y Metasequoia glyptostroboides, además de alisos, fresnoa, abedul es, ginkgos, avellanos, arces, robles, álamos de hojas caducas, sicómoros, y sauces, representaciones de especies de la flora nativa y exótica.
- Túmulos de enterramiento - tumbas de la Edad del Bronce.
- Colección de helechos - 80 especies de helechos.
- Bosque - plantas de florecimiento en la primavera en las que se incluyen Anemone, Gagea, Iris, Narcissus, Pulsatilla, Scilla, y Tulipa.
- Colección de brezos y rododendros - numerosas especies de brezos y rhododendron, incluyendo Calluna vulgaris, Erica carnea, Erica cinerea, y Erica tetralix.
- Plantas útiles y medicinales - incluyendo cereales y otros glúcidos, suculentas, verduras, plantas para fibras, plantas del tabaco, plantas para caucho , y para dyé plants.
- Jardín sistemático - representación de las familias de plantas con semillas organizadas según su clasificación biológica
- Invernaderos, los invernaderos del jardín cubren una superficie total de 1700 metros cuadrados como sigue: casa tropical ( de 545 m², altura de 12 m); Islas Canarias casa ( de 182 m² de + 82 m², 7 m); casa tropical de plantas cultivables para cosechas ( de 182 m², 7 m) incluyendo las plantas Ananas comosus y Coffea arabica; Región de la casa del Amazonas ( de 123 m², 6 m) que contienen las plantas acuáticas del Amazonas incluyendo Bruguiera sexangula y Victoria amazonica; casa de helechos tropicales ( de 182 m², 7 m); casa de suculentas ( de 227 m², 7 m); casa de la Australia central ( de 182 m², 7 m); y casa de las plantas carnívoras (no abierta al público).